# Джакеш
Джакеш (рум. Giacăș) — село у повіті Сібіу в Румунії. Входить до складу комуни Алма.
Село розташоване на відстані 237 км на північний захід від Бухареста, 56 км на північний схід від Сібіу, 89 км на південний схід від Клуж-Напоки, 109 км на північний захід від Брашова.

## Населення
За даними перепису населення 2002 року у селі проживала 261 особа.
Національний склад населення села:
| Національність | Кількість осіб | Відсоток |
| -------------- | -------------- | -------- |
| румуни         | 225            | 86,2%    |
| цигани         | 36             | 13,8%    |

Рідною мовою назвали:
| Мова      | Кількість осіб | Відсоток |
| --------- | -------------- | -------- |
| румунська | 225            | 86,2%    |
| циганська | 36             | 13,8%    |